# Transports en Ardèche
Les transports dans le département français de l'Ardèche sont caractérisés par un certain enclavement. Si la vallée du Rhône est l'un des principaux axes de transport en France, ses infrastructures sont concentrées sur la rive gauche du département (dans la Drôme) : l'accès au département est donc lent, en particulier pour les régions de moyenne montagne du centre et de l'est du département. L'Ardèche est le seul département français de métropole sans ligne ferroviaire voyageurs et l'un des seuls sans autoroute ni aéroport.

## Transport routier

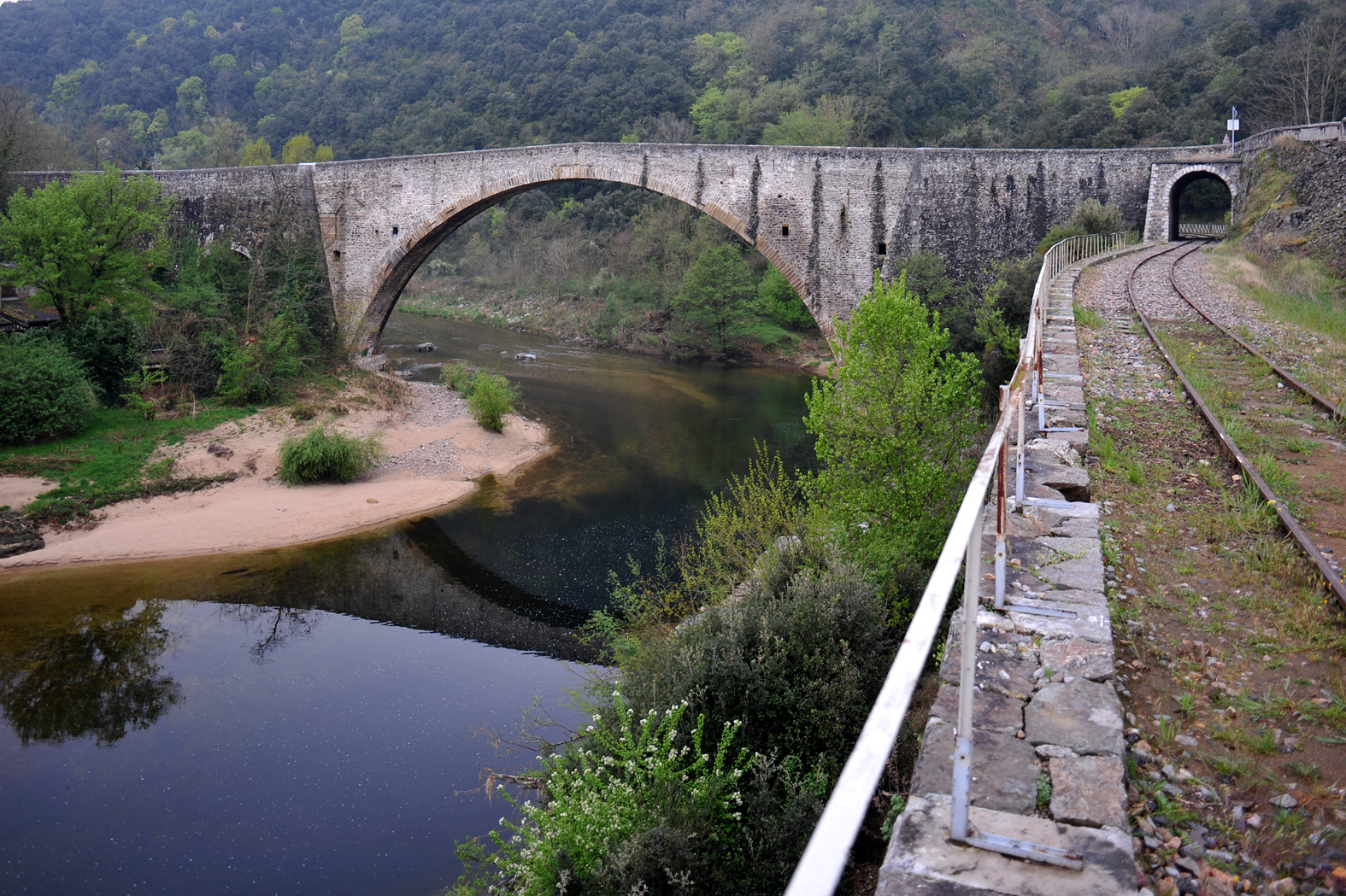
Le « Grand Pont » de la route départementale 532 (ex-route nationale 532) sur le Doux et le chemin de fer du Vivarais, près de Tournon-sur-Rhône. Il est inscrit au titre des monuments historiques depuis 1954.

### Infrastructures routières
L'Ardèche est l'un des rares départements de France à n'avoir aucune autoroute, bien que l'autoroute longe la limite de l'Ardèche avec la Drôme (en restant côté drômois).
Les principaux axes routiers du département sont :
- la route départementale 86 (ex-route nationale 86), qui longe le Rhône sur sa rive droite et traverse notamment Tournon-sur-Rhône, La Voulte-sur-Rhône, Le Teil et Bourg-Saint-Andéol ;
- la route nationale 102, qui relie Le Puy-en-Velay à Montélimar par Aubenas ;
- la route départementale 104 (ex-route départementale 104 et ex-route nationale 304), qui relie Alès à Valence par Aubenas et Privas ;
- la route départementale 820 (ex-route nationale 82), qui relie Saint-Étienne au Rhône par Annonay.

### Transport collectif de voyageurs
L'Ardèche est desservie par le réseau régional de transport routier Cars Région, dont le réseau de l'Ardèche compte une vingtaine de lignes régulières.

## Transport ferroviaire

### Historique

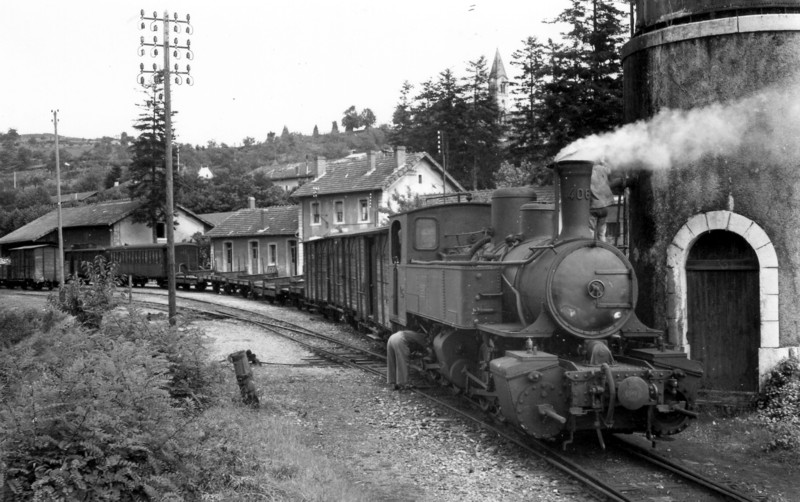
Un train de fret du réseau à voie métrique du Vivarais à Lamastre en 1960.

La première ligne de chemin de fer a ouvert dans le département en 1862, entre Livron et la préfecture Privas. La ligne de la rive droite du Rhône, qui allait devenir la principale ligne ferroviaire du département — et qui reste jusqu'à ce jour la seule ligne ardéchoise à avoir jamais été mise à double voie ou électrifiée — a été mise en service entre 1874 et 1880. Le réseau d’intérêt général à écartement standard, concédé dans le département à la Compagnie des chemins de fer de Paris à Lyon et à la Méditerranée (PLM), n'a jamais été très étendu : outre les deux lignes précitées, le réseau se résumait à son apogée (à la veille de la Première Guerre mondiale) à une ligne reliant Saint-Étienne au Rhône par Annonay et une autre reliant Le Teil à Alès par Ruoms avec embranchements vers Largentière, Aubenas et Lalevade-d'Ardèche. Ce dernier embranchement était l'embryon d'une ligne transcévenole vers Le Puy-en-Velay, qui ne fut jamais achevée.
C'est que les perspectives de rentabilité étaient faibles dans un département peu peuplé et dont le relief imposait la réalisation de coûteux ouvrages d'art. Les lignes du réseau du Vivarais, qui reliaient le nord des départements de la Haute-Loire et de l'Ardèche, furent ainsi construites à l'écartement métrique, moins coûteux, bien qu'elles fussent classées d'intérêt général.
L'Ardèche a également été brièvement desservie (de 1910 à 1929) par le réseau de chemins de fer d’intérêt local des Tramways de l'Ardèche. Le tramway de Valence à Saint-Péray et le tramway de Vals-les-Bains à Aubenas ont connu une existence un peu plus longue.
Les lignes d'intérêt général du département ont également été progressivement fermées, pour certaines dès la veille de la Seconde Guerre mondiale. Depuis 1973 et la fermeture au trafic voyageurs de la ligne de la rive droite du Rhône, l'Ardèche est le seul département de France métropolitaine à ne posséder aucune ligne ferroviaire ni gare desservie par des trains de voyageurs.
|                                             |
| Le réseau ferroviaire à son apogée en 1913. |

|                                     |
| Le réseau ferroviaire de nos jours. |

|                                                    |
| Carte animée de l’évolution du réseau ferroviaire. |

### Situation actuelle
L'Ardèche est le seul département de France métropolitaine à ne posséder aucune desserte ferroviaire voyageurs. La ligne de Givors-Canal à Grezan, dite ligne de la rive droite du Rhône, voit en revanche circuler un important trafic de fret.
Cette situation devrait cesser en 2024, puisque la réouverture aux voyageurs de la ligne de la rive droite du Rhône, entamée en 2022 dans sa partie gardoise, doit être prolongée jusqu'au Teil, et peut-être ultérieurement jusqu'à Valence.

## Transport fluvial
Le Rhône, qui forme la limite est du département, est l'un des principaux axes du transport fluvial en France, canalisé à grand gabarit (classe V CEMT). Mais les principales installations portuaires du fleuve se situent plutôt en amont et en aval de l'Ardèche, ainsi que sur sa rive gauche.

## Transport aérien
L'Ardèche n'est équipée d'aucun aéroport desservi par des vols réguliers commerciaux.
Les aérodromes d'Aubenas Ardèche méridionale, Langogne - Lespéron et Ruoms sont destinés à l'aviation légère de tourisme et de loisirs (ainsi qu'aux services publics pour le premier).

## Transports en commun urbains et périurbains
La Communauté d'agglomération Privas Centre Ardèche, Annonay Rhône Agglo, Arche Agglo, la Communauté de communes des Gorges de l'Ardèche, le Syndicat intercommunal de transport urbain Tout'en Bus (qui regroupe 11 des 28 communes de la communauté de communes du bassin d'Aubenas) et le Syndicat mixte fermé Valence-Romans Déplacements (qui regroupe la Communauté de communes Rhône Crussol et la communauté d'agglomération drômoise de Valence Romans Agglo) sont autorités organisatrices de la mobilité sur leur territoire et organisent des services de transport dans leur ressort territorial.
Les réseaux T'CAP (Privas), CoqueliGo (Annonay), Arche Agglo (Tournon-sur-Rhône), Tout'enbus (Aubenas) comptent entre deux et onze lignes d'autobus chacun dans le département.

## Modes actifs
Le département est traversé par plusieurs voies vertes, véloroutes et sentiers de grande randonnée.